# Lista de deputados estaduais de Sergipe da 4.ª legislatura
Essa é uma lista de deputados estaduais eleitos para o período 1959-1963. Foram 32 eleitos.

## Composição das bancadas
| Partido | Líder                      | Bancada | Posição  |
| ------- | -------------------------- | ------- | -------- |
| UDN     | Benjamim Fernandes Fontes  | 15 / 32 | Governo  |
| PSD     | Pedro Barreto de Andrade   | 7 / 32  | Oposição |
| PR      | Roosevelt Menezes          | 6 / 32  | Oposição |
| PTB     | Durval Militão             | 3 / 32  | Oposição |
| PSP     | Cândido Dartes de Mendonça | 1 / 32  | Oposição |

## Deputados estaduais
| Número | Deputados estaduais eleitos         | Partido | Votação | Percentual | Cidade onde nasceu      | Unidade federativa |
| 20230  | Roosevelt Dantas Cardoso de Menezes | PR      | 3.859   | 3,40%      | Aracaju                 | Sergipe            |
| 41363  | Balthazar Francisco dos Santos      | PSD     | 3.432   | 3,03%      | Ribeirópolis            | Sergipe            |
| 14570  | Durval Militão de Araújo            | PTB     | 3.370   | 2,97%      | Aracaju                 | Sergipe            |
| 22759  | Sebastião de Aguiar Figueiredo      | UDN     | 2.423   | 2,14%      | Rosário do Catete       | Sergipe            |
| 41370  | Pedro Barreto de Andrade            | PSD     | 2.331   | 2,05%      | Simão Dias              | Sergipe            |
| 22552  | José Onias de Carvalho              | UDN     | 2.238   | 1,97%      | São José do Belmonte    | Pernambuco         |
| 22479  | Napoleão Angélio de Oliveira Dórea  | UDN     | 2.146   | 1,89%      | Poço Redondo            | Sergipe            |
| 22878  | Rosendo Ribeiro                     | UDN     | 2.018   | 1,78%      | Lagarto                 | Sergipe            |
| 41653  | Manoel Cabral Machado               | PSD     | 2.012   | 1,77%      | Itaporanga d'Ajuda      | Sergipe            |
| 22891  | Antônio Torres Júnior               | UDN     | 1.925   | 1,70%      | Canhoba                 | Sergipe            |
| 22628  | Oséas Cavalcanti Batista            | UDN     | 1.919   | 1,69%      | Cristinápolis           | Sergipe            |
| 41750  | Manoel Conde Sobral                 | PSD     | 1.874   | 1,65%      | Salgado                 | Sergipe            |
| 22681  | José Almeida Fontes                 | UDN     | 1.873   | 1,65%      | Neópolis                | Sergipe            |
| 22206  | Pedro Paes Mendonça                 | UDN     | 1.859   | 1,64%      | Ribeirópolis            | Sergipe            |
| 41497  | Sebastião Celso de Carvalho         | PSD     | 1.857   | 1,64%      | Simão Dias              | Sergipe            |
| 20361  | Alcides Alves da Silva Pereira      | PR      | 1.836   | 1,62%      | Alagoinhas              | Bahia              |
| 20882  | José Nivaldo dos Santos             | PR      | 1.828   | 1,61%      | Boquim                  | Sergipe            |
| 46105  | Cândido Dortas Mendonça             | PSP     | 1.771   | 1,56%      | Simão Dias              | Sergipe            |
| 41991  | Horácio de Góis                     | PSD     | 1.712   | 1,51%      | Riachão do Dantas       | Sergipe            |
| 20688  | Pedro Soares                        | PR      | 1.709   | 1,51%      | Barra dos Coqueiros     | Sergipe            |
| 41702  | Joaquim Martins Fontes              | PSD     | 1.702   | 1,50%      | Lagarto                 | Sergipe            |
| 20597  | Viana de Assis                      | PR      | 1.691   | 1,49%      | Aracaju                 | Sergipe            |
| 22727  | Antônio Francisco de Jesus          | UDN     | 1.678   | 1,48%      | Itabaiana               | Sergipe            |
| 20384  | José Carlos Sousa                   | PR      | 1.675   | 1,48%      | Nossa Senhora da Glória | Sergipe            |
| 22274  | Benjamin Fernandes Fontes           | UDN     | 1.669   | 1,47%      | Capela                  | Sergipe            |
| 22884  | João Moreira Filho                  | UDN     | 1.654   | 1,46%      | Pedra Mole              | Sergipe            |
| 22758  | Antônio Machado                     | UDN     | 1.644   | 1,45%      | Propriá                 | Sergipe            |
| 22178  | Temístocles Diniz Gonçalves         | UDN     | 1.644   | 1,45%      | Laranjeiras             | Sergipe            |
| 22322  | José Pereira Filho                  | UDN     | 1.632   | 1,44%      | Estância                | Sergipe            |
| 22888  | Walney Leal de Melo                 | UDN     | 1.596   | 1,41%      | Aracaju                 | Sergipe            |
| 14441  | Deoclécio Vieira da Silva           | PTB     | 1.124   | 0,99%      | Itabaiana               | Sergipe            |
| 14982  | Hildebrando Torres de Sousa         | PTB     | 1.003   | 0,88%      | São Cristóvão           | Sergipe            |